# Église Saint-Joseph de Celje
L'église Saint-Joseph est une église catholique du diocèse de Celje située à Celje, en Slovénie.

## Historique et architecture
Les habitants de Celje ont construit l'église en 1680 pour remercier le saint d'avoir chassé la peste de la ville.
Son clocher et sa façade ouest mettent en évidence la simplicité de l'église de façon efficace. Elle a la réputation d'être l'une des plus belles de l'époque baroque en Slovénie et représente également un centre de pèlerinage populaire. Les deux principales assemblée de pèlerins s'appellent « na Jožefovo » et se déroulent le 19 mars et le 1er mai.
À partir du milieu du XIXe siècle, les lazaristes sont présents sur la montagne de Joseph (Jožefov hrib) et effectuent leur mission (instruction ecclésiastique, l'école des orgues, hospice) dans un centre moderne de culture ecclésiastique, la maison de Saint-Joseph (Dom sv. Jožef). Avec la mise en place de l'évêché de Celje, la maison effectue également la mission de centre pastoral et épiscopal.